# Santos Marcelino y Pedro (título cardenalicio)
«Santos Marcelino y Pedro» es un título cardenalicio de la Iglesia Católica que conmemora a los Santos Marcelino y Pedro de Roma, cuya memoria litúrgica se celebra el 2 de junio. Se considera continuación del título Nicomedis que aparece en el Concilio de Roma del 1 de marzo de 499. Cristofori lo menciona como «San Nicomede en Vía Nomentana», afirmando que fue suprimido por el papa Gregorio I y trasladado a la basílica de la Santa Cruz de Jerusalén. El Anuario Pontificio indica que el título de Santa Crescenciana, constituido por el papa Evaristo en torno a 112 y confirmado por el papa Dámaso I alrededor de 366 es el que fue suprimido en 590 por el papa Gregorio I reemplazándolo por este de «Santos Marcelino y Pedro». Según el catálogo de Pietro Mallio, realizado durante el pontificado de Alejandro III, estaba conectado con la basílica de Santa María la Mayor, donde sus sacerdotes celebraban misa.

## Titulares
- Albino (590 - ?)

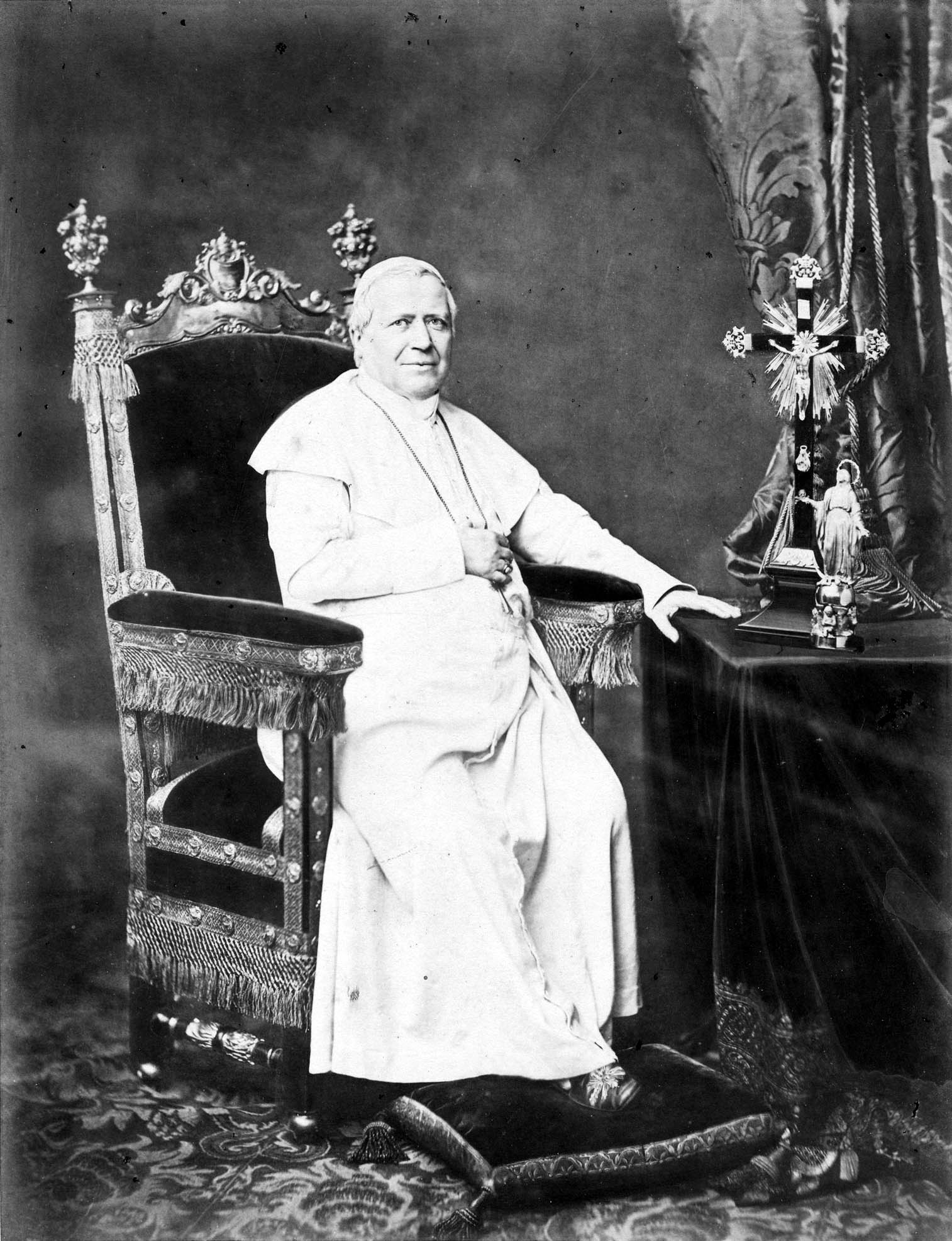
El papa Pío IX

- Raniero (o Rainus, o Renius) (1099 - prima del 1116)
- Rainerio (o Renio) (circa 1117 - 1121)
- Crescenzio (1121 - 1130), siguió obediencia al antipapa Anacleto II en el cónclave de 1130
- Rainaldo Colimetano, O.S.B.Cas. (1140 - octubre de 1166)
- Roffredo dell'Isola (o Goffredo), O.S.B.Cas. (1191 - 1210)
- Cosmo Glusiano de Casate (12 de abril de 1281 - 8 de abril de 1287)
- Jean Le Moine (18 de septiembre de 1294 - 22 de agosto de 1313)
- Luca Fieschi, diaconía  pro illa vice in commendam (septiembre de 1313 - 31 de enero de 1336)
- Gauscelin Jean d'Euse (17 de diciembre de 1316 - 18 de diciembre de 1327)
- Pasteur de Sarrats, O.Min. (17 de diciembre de 1350 - 11 de octubre de 1356)
- Guillaume Farinier, O.Min. (23 de diciembre de 1356 - 17 de junio de 1361)
- Filippo di Cabassoles (22 de septiembre de 1368 - 31 de mayo de 1370)
- Andrea Bontempi Martini (18 de septiembre de 1378 - 16 de julio de 1390)
- Pierre-Raymond de Barrière, C.R.S.A. (3 de octubre de 1379 - 13 de junio de 1383), pseudocardenal del antipapa Clemente VII
- Jacques de Mantenay (23 de diciembre de 1383 - 16 de mayo de 1391 deceduto), pseudocardenal del antipapa Clemente VII
- Stefano Palosti de Verayneris (gennaio 1385 - 24 de abril de 1396)
- Angelo Barbarigo (19 de septiembre de 1408 - 16 de agosto de 1418)
- Vacante (1418 - 1439)
- Isidoro de Kiev (8 de enero de 1440 - 7 de febrero de 1451); in commendam (7 de febrero de 1451 - 27 de abril de 1463)
- Vacante (1451 - 1461)
- Louis d'Albret (31 de mayo de 1462 - 4 de septiembre de 1465)
- Oliviero Carafa (3 de diciembre de 1467 - 5 de septiembre de 1470)
- Philippe de Lévis (17 de mayo de 1473 - 4 de noviembre de 1475)
- Jorge da Costa (15 de enero de 1477 - 8 de noviembre de 1484)
- Vacante (1484 - 1493)
- Bernardino López de Carvajal y Sande (23 de septiembre de 1493 - 2 de febrero de 1495)
- Philippe de Luxembourg (2 de febrero de 1495 - 3 de junio de 1509)
- Louis d'Amboise (11 de enero de 1510 - 3 de marzo de 1511)
- Christopher Bainbridge (17 de marzo de 1511 - 22 de diciembre de 1511)
- Vacante (1511 - 1515)
- Adrien Gouffier de Boissy (14 de diciembre de 1515 - 1517); in commendam (1517 - 9 de noviembre de 1520)
- Vacante (1520 - 1530)
- François de Tournon (16 de mayo de 1530 - 28 de febrero de 1550)
- Georges II d'Amboise (28 de febrero de 1550 - 25 de agosto de 1550)
- Pietro Bertani, O. P. (24 de diciembre de 1551 - 8 de marzo de 1558)
- Giovanni Francesco Gambara, diaconía  pro illa vice (10 de marzo de 1561 - 17 de noviembre de 1565)
- Flavio Orsini (17 de noviembre de 1565 - 9 de julio de 1578)
- Vacante (1581 - 1588)
- Stefano Bonucci, O. S. M. (15 de enero de 1588 - 2 de enero de 1589)
- Mariano Pierbenedetti (15 de enero de 1590 - 7 de febrero de 1607)
- Orazio Maffei (7 de febrero de 1607 - 11 de enero de 1609)
- Vacante (1609 - 1614)
- Giovanni Battista Deti (6 de octubre de 1614 - 7 de junio de 1623)
- Vacante (1623 - 1664)
- Girolamo Boncompagni (11 de febrero de 1664 - 24 de enero de 1684)
- Vacante (1684 - 1690)
- Giacomo Cantelmo (10 de abril de 1690 - 11 de diciembre de 1702)
- Francesco Pignatelli, C. R. (11 de febrero de 1704 - 26 de abril de 1719)
- Giovanni Francesco Barbarigo (20 de enero de 1721 - 26 de enero de 1730)
- Sigismund Kollonitsch (14 de agosto de 1730 - 29 de agosto de 1740)
- Vacante (1740 - 1753)
- Vincenzo Malvezzi Bonfioli (10 de diciembre de 1753 - 3 de diciembre de 1775)
- Bernardino Honorati (28 de julio de 1777 - 12 de agosto de 1807)
- Vacante (1807 - 1816)
- Nicola Riganti (29 de abril de 1816 - 31 de agosto de 1822)
- Vacante (1822 - 1827)
- Giacomo Giustiniani (17 de septiembre de 1827 - 22 de noviembre de 1839)
- Giovanni Maria Mastai Ferretti (17 de diciembre de 1840 - 16 de junio de 1846, elegido papa Pío IX)
- Gaetano Baluffi (14 de junio de 1847 - 11 de noviembre de 1866)
- Giuseppe Berardi (16 de marzo de 1868 - 6 de abril de 1878)
- Florian-Jules-Félix Desprez (22 de septiembre de 1879 - 21 de enero de 1895)
- Domenico Maria Jacobini (3 de diciembre de 1896 - 1 de febrero de 1900)
- Alessandro Sanminiatelli Zabarella (18 de abril de 1901 - 24 de noviembre de 1910)
- Vacante (1910 - 1914)
- António Mendes Bello (8 de septiembre de 1914 - 5 de agosto de 1929)
- Manuel Gonçalves Cerejeira (19 de diciembre de 1929 - 2 de agosto de 1977)
- Jean-Marie Lustiger (2 de febrero de 1983 - 26 de noviembre de 1994)
- Aloysius Matthew Ambrozic (21 de febrero de 1998 - 26 de agosto de 2011)
- Dominik Duka, O. P. (18 de febrero de 2012)